# Българска национална телевизия
Българската национална телевизия (БНТ) е държавна обществена телевизия, открита официално на 26 декември 1959 г. в резултат от осемгодишна разработка и изпитания на екип от учени от Машинно-електротехническия институт в София.
БНТ осъществява своята дейност по силата на Закон за радиото и телевизията, обнародван в бр. 138 от 1998 г. на „Държавен вестник“. БНТ е юридическо лице със седалище град София. Тя е национален обществен телевизионен и далекосъобщителен оператор.
БНТ излъчва няколко програми – „БНТ 1“ – основният национален и обществен канал, акцентиращ върху новини, публицистика, развлекателни програми и документалистика. Насочен е към широката аудитория. „БНТ 2“ – културно-образователен канал и единна национална мрежа на петте регионални телевизионни центрове – София, Пловдив, Благоевград, Варна и Русе. „БНТ 3“ – спортно-развлекателен канал, който акцентира върху български и международни спортни събития, независимо от степента им на популярност. „БНТ 4“ – политематичен канал с разпространение в чужбина. Насочен е към българските зрители зад граница.
Част от БНТ е и Студията за телевизионни филми „Екран“.
БНТ е член на Европейския съюз на обществените радио-телевизионни оператори (EBU), Организацията на обществените телевизионни оператори в Европа (CIRCOM Regional), Международната федерация на телевизионните архиви (FIAT), EGTA, IMZ и BBLF. БНТ е член на „Интервизия“ и партньор на „Евровизия“.
От 2018 г. БНТ е член на COPEAM – Постоянна конференция на аудио-визуалните оператори от средиземноморския регион.

## История
Първото предаване на българската телевизия е прякото излъчване на 7-ноемврийската манифестация от площад „9 септември“ (днес „Княз Александър I“) през 1959 г. На 26 декември 1959 г. е официалното откриване на Българската телевизия.
През 1964 г. към Министерството на културата е създадена Главна дирекция „Българска телевизия и радио“. През 1971 г. радиото и телевизията в България са обособени в Комитет за телевизия и радио, част от структурата на изпълнителната власт. От 1975 г. Българската телевизия се разделя на „Първа програма“ и на нова честота – Втора програма. През годините този телевизионен канал дава предимство на културните програми и авторските предавания. От 1977 г. Българската телевизия и Българското радио придобиват статут на самостоятелни юридически лица към Комитета за наука, изкуство и култура. През 1986 г. двете медии отново са обединени в Комитет за телевизия и радио към Министерския съвет.
На 6 март 1990 г. Народното събрание приема решение за временния статут на Българската телевизия и Българското радио, съгласно което двете организации се обособяват като самостоятелни институции. От 1 юни 1992 г. телевизията получава наименованието Българска национална телевизия, Първа програма се казва вече „Канал 1“, а Втора програма – „Ефир 2“. През 1993 г. Регионалните ТВ центрове на БНТ започват излъчване на собствени регионални канали. „Ефир 2“ излъчва до 31 май 2000 г., а от 2 май 1999 г. БНТ излъчва сателитната програма за българите в чужбина „ТВ България“.
На 14 септември 2008 г. е обновена схемата на излъчване на телевизионните канали на БНТ, променени са имената и емблемите им.
Днес БНТ е разположена в две взаимно свързани сгради: нова (на снимката) и стара – по протежението на ул. „Тулово“. Старата сграда е била италианско училище. Проектирана е от инж. Константин Йосифов, който е осъществявал и надзора върху строежа. По време на една от бомбардировките през Втората световна война училището е частично разрушено. Притежавайки все пак солидна конструкция, сградата е осигурявала в избените си помещения бомбоубежище за жителите на квартала.
Между 11 юни и 11 юли 2010 БНТ излъчва за пръв път спортно събитие в HD формат – Световно първенство по футбол 2010.
На 16 октомври 2011 г. Втора програма се завръща като БНТ 2 на мястото на регионалните телевизионни центрове на телевизията.
На 6 февруари 2014 г. БНТ стартира самостоятелен канал във висока резолюция – БНТ HD.
На 10 септември 2018 г. отново е обновена програмната схема на излъчване на телевизионните канали на БНТ, както и са променени имената и емблемите на част от каналите.

### Генерални директори на БНТ
- Борислав Петров (1959 – 1961)
- Васил Баев (1961  – 1966)
- Леда Милева (1 юли 1966 – 1970)
- Павел Писарев (1970 – октомври 1970)
- Кирил Василев (1970 – 1972)
- Иван Славков (март 1972 – 1982)
- Стефан Тихчев (1982 – 1986)
- Лалю Димитров (1986 – 1987)
- Любомир Павлов (1 септември 1987 – 4 декември 1989)
- Филип Боков (5 декември 1989 – 22 февруари 1990)
- Павел Писарев (1990)
- Огнян Сапарев (1991)
- Асен Агов (1992 – 1993)
- Хачо Бояджиев (11 март 1993 – 23 юни 1995)
- Иван Гранитски (1995 – 1996)
- Иван Токаджиев (1996 – 1997)
- Стефан Димитров (1997)
- Иван Попйорданов (1998)
- Лиляна Попова (1999 – 2001)
- Кирил Гоцев (11 март 2002 – 2003)
- Емил Владков (2003 – 2004)
- Уляна Пръмова (2004 – 2010)
- Вяра Анкова (2010 – 2017)
- Константин Каменаров (2017 – 2019)
- Емил Кошлуков (2019 – )

## Регионални телевизионни центрове
Българската национална телевизия има 4 регионални центъра – в Благоевград, Варна, Пловдив и Русе. Те осигуряват репортажи и предавания, представящи живота такъв, какъвто е в различните области на България. Освен това всеки регионален телевизионен център продуцира и излъчва собствена програма за зрителите в своя регион, която се разпространява по кабелен път.

### РТВЦ – Благоевград
Регионалният телевизионен център е създаден през 1975 г. Той участва в програмната схема на БНТ с фолклорни предавания, документални и художествени филми. От 1992 година започва излъчването на регионалната си програма „Канал Пирин“.

### РТВЦ – Варна
Регионалният телевизионен център – Варна се създава през 1972 г. За премиера на студиото се смята първото включване в централните новини „По света и у нас“ на 8 септември 1972 г. РТВЦ – Варна отразява големите международни културни прояви с домакин морската столица на България – „Международен балетен конкурс“, Международен музикален фестивал „Варненско лято“, филмовия фестивал „Любовта е лудост“, театралния – „Варненска сцена“, както и многобройни световни и европейски спортни събития и политически форуми. Стартът на регионалната програма „Море“ е на 2 май 1993 г.

### РТВЦ – Пловдив
РТВЦ – Пловдив е открит на 22 март 1971 г. и е първото регионално подразделение на БНТ. Отначало работи като Телевизионно студио, което произвежда само репортажи за новинарските емисии „По света и у нас“. Преките излъчвания на програма от Студио „Пловдив“ стартират през февруари 1974 г. От 1979 г. Пловдив става домакин на Международния телевизионен фестивал „Златна ракла“, организиран от БНТ. Повече от три десетилетия фестивалът се осъществява и популяризира със съдействието на РТВЦ – Пловдив.

### РТВЦ – Русе
Регионален телевизионен център Русе е създаден през 1973 г. Първата му изява в ефир е на 7 ноември 1972 г. През 1976 г. ТВ центърът произвежда и излъчва своя регионална програма. Две години по-късно започват ежеседмичните блокови предавания „Север“. РТВЦ-Русе е основен медиен партньор на всички национални и международни събития с домакин град Русе.

## Златен фонд
Златният фонд съхранява всички спомени, лица и летописи на БНТ. Първите кадри, които се съхраняват в него са от откриването на телевизията през 1959 г.
Спомени за най-ранното време на БНТ се откриват във фотоархива на телевизията, защото тогава все още няма записваща техника и всичко, което е излъчвано, е било на живо.
В началото на филмова лента са снимани музикални и културни програми, както и репортажи за новините. Поради тази причина днес има запазени редица откъси от опери и балет, концерти и игрални филми, както и театрални премиери от началото на 60-те години на ХХ век.
Театърът се играе на живо, но започва едновременно с това да се записва, а впоследствие и да се повтаря, благодарение на появата на телекординга. Благодарение на него днес също може да бъде гледан тогавашният театър.
През 1964 г. започва снимане на телевизионни филми и новели. През 1966 г. „Семейство Калинкови“ дава началото на цяла нова ера – тази на телевизионните сериали. Оттогава чак до 2000 г. ежегодно Българската национална телевизия снима нови сериали.
Във филмовия архив могат да бъдат намерени 78 000 заглавия, които се равняват на 38 200 часа филмово съдържание от началото на телевизията в България до днес.
В Златния фонд се съхраняват творби с неотменно културно-историческо значение за България.

## Омбудсман на БНТ
Работата на омбудсмана на БНТ е свързана с осъществяването на обратна връзка с аудиторията на БНТ и разрешаването на казуси, свързани с нея. Ролята му е да изразява общественото мнение и да спомага за осъществяване на граждански контрол върху работата на всяко обществено звено. В целите и задачите на БНТ е да работи за изграждане на обществения плурализъм и култура, както и да формира гражданско самосъзнание. БНТ се стреми да превърне своите зрители в активни участници и съавтори на съдържание.

## Логотипи
- Първо лого (1959 – 2008)
- Второ лого (2008 – 2018)
- Трето лого (от 2018 г.)